# Aplidum punctum
Aplidum punctum är en sjöpungsart som först beskrevs av Giard 1872.  Aplidum punctum ingår i släktet Aplidum och familjen klumpsjöpungar. Inga underarter finns listade i Catalogue of Life.